# Mexiko na Letních olympijských hrách 1984
Mexiko se účastnilo Letní olympiády 1984 v americkém Los Angeles. Zastupovalo ho 99 sportovců (77 mužů a 22 žen) v 18 sportech.

## Medailisté
| Medaile | Jméno                   | Sport      | Soutěž                       |
| ------- | ----------------------- | ---------- | ---------------------------- |
| Zlato   | Ernesto Canto           | Atletika   | Muži chůze na 20 km          |
| Zlato   | Raúl González Rodríguez | Atletika   | Muži chůze na 50 km          |
| Stříbro | Raúl González Rodríguez | Atletika   | Muži chůze na 20 km          |
| Stříbro | Héctor López            | Box        | Muži váha bantamová do 54 kg |
| Stříbro | Daniel Aceves           | Zápas      | muži, řecko-římský do 52 kg  |
| Bronz   | Manuel Youshimatz       | Cyklistika | Muži bodovací závod          |